# Ptinus tesselatus
Ptinus tesselatus is een keversoort uit de familie klopkevers (Ptinidae). De wetenschappelijke naam van de soort werd in 1898 gepubliceerd door Henry Stephen Gorham.